# Dakhla

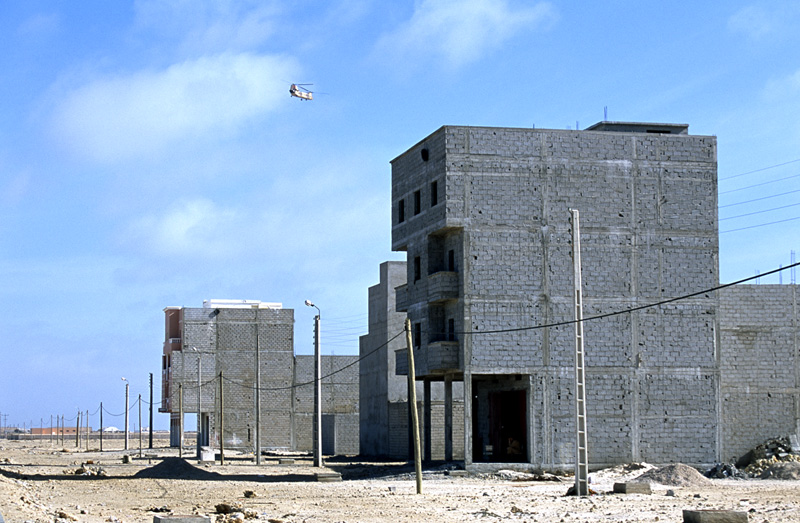
Helicòpter militar sobre els voltants de Dakhla

Dakhla (àrab: الداخلة, ad-Dāẖila, ‘l'exterior’; castellà: Dajla; amazic estàndard marroquí: ⴻⴷⴷⴰⵅⵍⴰ, Eddaxla) és una ciutat del Sàhara Occidental i una wilaya de la RASD. Fundada per espanyols com a Villa Cisneros, va ser la capital de Río de Oro en època colonial, una de les dues divisions del Sàhara espanyol, però després va perdre la capitalitat en favor d'Al-Aaiun.
Actualment té una població aproximada de 30.000 habitants i es troba a 550 kilòmetres al sud d'Al-Aaiun, en una estreta península, la península de Río de Oro, paral·lela a la costa en direcció nord-est sud-oest.

## Història
La presència espanyola data des del 1502, que comprenia els enclavaments que una butlla concedia als espanyols a l'est de les Açores. L'interès espanyol pel Sàhara Occidental es va reactivar per les activitats pesqueres dutes a terme des de les properes illes Canàries. En 1881 es va fondejar un pontó a la costa de la península de Río de Oro per recolzar les tasques de la flota pesquera canària. Però no va ser fins a 1884 quan es va fundar Villa Cisneros. Aquest any, en una operació promoguda per la Societat Espanyola d'Africanistes i finançada pel govern de Cánovas del Castillo, el militar i arabista espanyol Emilio Bonelli y Hernando va reconèixer la costa entre cap Bojador i cap Blanc, fundant tres establiments a la costa sahrauí: un a Villa Cisneros, en honor del cardenal Cisneros; un altre a cap Blanc, al que va donar el nom de Medina Gatell; i un altre a Angra de Cintra, amb el nom de Puerto Badía (en honor de l'arabista i aventurer Domènec Badia i Leblich). Bonelli va aconseguir que els habitants natius de la península de Río de Oro signessin un acord mitjançant el qual es posaven sota la protecció d'Espanya. Gràcies a la presència dels tres llocs, al desembre d'aquest any, el govern espanyol posava en comunicació de les potències reunides en la conferència de Berlín, que s'adjudicava la possessió del territori situat entre els caps Bojador i Blanc. No obstant això, tant Medina Gatell com a Puerto Badía van ser abandonats poc temps després, quedant només Villa Cisneros com a establiment permanent.
Durant molt temps, Villa Cisneros va constituir l'única presència espanyola al territori sahrauí. No va ser fins a la segona dècada del segle XX que la presència espanyola es va ampliar. Encara que el governador Bens havia arribat a Villa Cisneros en 1904, no va ser fins a 1916 quan es va ocupar Villa Bens (al territori del protectorat sud del Marroc, al nord de l'actual Sàhara Occidental). En 1920 Bens va ocupar Güera, a la zona atribuïda a Espanya en la península de cap Blanc.

Escut de Villa Cisneros sota sobirania espanyola

Durant el període colonial, Villa Cisneros va ser la capital de Río de Oro, una de les dues regions en les quals es dividia el Sàhara espanyol. Es van construir una fortalesa (derrocada pel Marroc en 2004) i una església catòlica, que encara avui constitueixen punts d'interès per als visitants de la ciutat. També va existir un camp de deportats durant la Segona República Espanyola i la Guerra Civil espanyola, en el qual van estar presos anarquistes com Buenaventura Durruti, Ramon Vila i Capdevila o Francisco Ascaso, un grup de militars i civils que es van revoltar contra la República en el cop d'estat protagonitzat pel general José Sanjurjo del 10 d'agost de 1932, o republicans d'esquerres que es van oposar a la revolta del 18 de juliol de 1936. Entre ells hi havia l'escriptor Pedro García Cabrera.
Va ser una de les etapes de la línia establerta per Pierre-Georges Latécoère, durant els anys 1920 i 1930 entre Tolosa de Llenguadoc i Saint-Louis du Sénégal cap a Amèrica del Sud, per portar el correu. Hi van fer escala nombrosos pilots de l'Aéropostale com Jean Mermoz, Antoine de Saint-Exupéry o Henri Guillaumet.
Durant els anys seixanta del segle xx, la dictadura de Franco va construir a la ciutat un dels tres aeroports amb pista asfaltada que existeixen al Sàhara Occidental, amb codi IATA: VIL.
Entre 1975 i 1979, Dakhla va ser la capital de la província mauritana de Tiris al-Gharbiyya, constituïda sobre la porció del Sàhara Occidental annexionada per aquell país.
En 2005, la ciutat es va convertir en l'escenari de greus protestes en contra de l'ocupació per part del Marroc. El 25 de maig de 2005, la Policia marroquina va dissoldre la manifestació pacífica en suport a la independència i al Front Polisario en el marc de les protestes als carrers dels principals nuclis urbans del Sàhara Occidental al costat de les protestes prosaharauis en alguns centres universitaris marroquins. Les autoritats marroquines foren acusades de detencions improcedents, tortures i violacions dels drets humans.

## Camps de refugiats sahrauís a Tindouf
A l'àrea de Tinduf, a Algèria, una de les wilaya en les quals s'estructuren els camps de refugiats sahrauís es denomina també Dakhla.

## Actualitat
En l'actualitat, i després de la gradual disminució de la violència, la ciutat tracta de basar el seu creixement en la indústria turística, recolzant-se en les abundants platges que l'envolten i unes condicions de vent que la fan particularment aconsellable pel surf, el windsurf o kite surf.
Per fomentar aquesta indústria, les autoritats marroquines estan procedint a una reconstrucció del vell aeroport construït per les autoritats  espanyoles.

## Fills il·lustres
- Francisco Estévez (Paco), (1945), compositor musical.

## Agermanaments
- [[Fitxer:Flag_of_.svg|border|enllaç=|23x20px|]] Algesires
- [[Fitxer:Flag_of_.svg|border|enllaç=|23x20px|]] Almeria[9]
- [[Fitxer:Flag_of_.svg|border|enllaç=|23x20px|]] Cadis[10]
- Creil
- Minna
- Trinidad[11]
- [[Fitxer:Flag_of_.svg|border|enllaç=|23x20px|]] Tarifa[12]
- Tarapoto